# Acuerdo horizontal
Un acuerdo horizontal es un acuerdo entre dos empresas que producen en el mismo nivel de comercio. Por ejemplo, un acuerdo entre dos o más empresas que producen el mismo producto (por ejemplo, coches). Desde el punto de vista de la competencia estos son los acuerdos que pueden causar más problemas, por ser las partes competidoras directas. 

## Consecuencias
Este tipo de acuerdos puede tener objetivos muy diversos, desde la segmentación de mercados a la fijación de precios. En el caso de que las empresas constituyan un acuerdo de cooperación para producir un producto conjuntamente reciben el nombre de joint-venture.
- Datos: Q2822822